# Stanko Bilinski
Stanko Bilinski est un mathématicien et académicien croate, né le 22 avril 1909 à Našice et mort le 6 avril 1998 à Zagreb. Il a été professeur à l’Université de Zagreb et un fellow de l'Académie croate des Sciences et des Arts.
En 1960, il a découvert le dodécaèdre rhombique de seconde espèce, appelé depuis le dodécaèdre de Bilinski. Comme le dodécaèdre rhombique de première espèce, ce polyèdre convexe a 12 faces identiques qui sont des losanges, mais d’aspect différent, et positionnés différemment. La découverte de Bilinski est venue corriger une omission de 75 ans dans la classification réalisée par Evgraf Fedorov des polyèdres convexes à faces rhombiques.